# Poul Erik Bech
Poul Erik Bech (15. marts 1938 - 5. april 2014) var en dansk fodboldtræner.
Poul Erik Bech spillede i alt 8 kampe for Vejle Boldklub i sin aktive karriere.
Han var træner for for Vejle Boldklub, AGF og FC Fredericia samt for DBU's ungdomslandshold – U/16, U/17-holdet og OL-landsholdet.
Poul Erik Bechs karriere førte ham vidt omkring i verden. Men hver gang Bech skrev under på en kontrakt, fik han indføjet i trænerkontrakten, at det primære var hans job som skolelærer. Hvis der nu skulle opstå tvivl!
I Poul Erik Bechs samling af forgyldte fodboldstøvler og emblemer fra internationale landshold og klubber var også et sæt guldmedaljer fra 1978 og 1984, da Poul Erik Bech som træner for Vejle Boldklub førte klubben til det danske mesterskab sammen med bl.a. holdleder Hans Jessen.
Han oplevede én gang i sit liv at blive fyret. Det var i 1997, hvor han måtte forlade trænerjobbet for barndomsbyens klub, Fredericia, og det indrømmede han gjorde ondt.
I 1984 blev Poul Erik Bech (Vejle Boldklub) kåret til Årets fodboldtræner i Danmark.

## Titler som træner
- Danmarksmesterskabet
  - Guld (2): 1978 og 1984
  - Sølv (1): 1982
  - Bronze (1): 1983.
- Pokalturneringen:
  - Vinder (1): 1977